# François Clouet
François Clouet [fransoa klue] (asi 1510, Tours, Francie – 22. září 1572) byl francouzský renesanční malíř, miniaturista a tvůrce detailních portrétů francouzské vládnoucí rodiny.

## Životopis
François Clouet se narodil v Tours jako syn dvorního malíře Jeana Cloueta. Jean Clouet pocházel z jižního Nizozemska, pravděpodobně z oblasti Bruselu a jeho syn François se u něho učil malovat. Zdědil otcovu přezdívku „Janet“ a jako takový je uváděn v některých raných pramenech a starší literatuře.

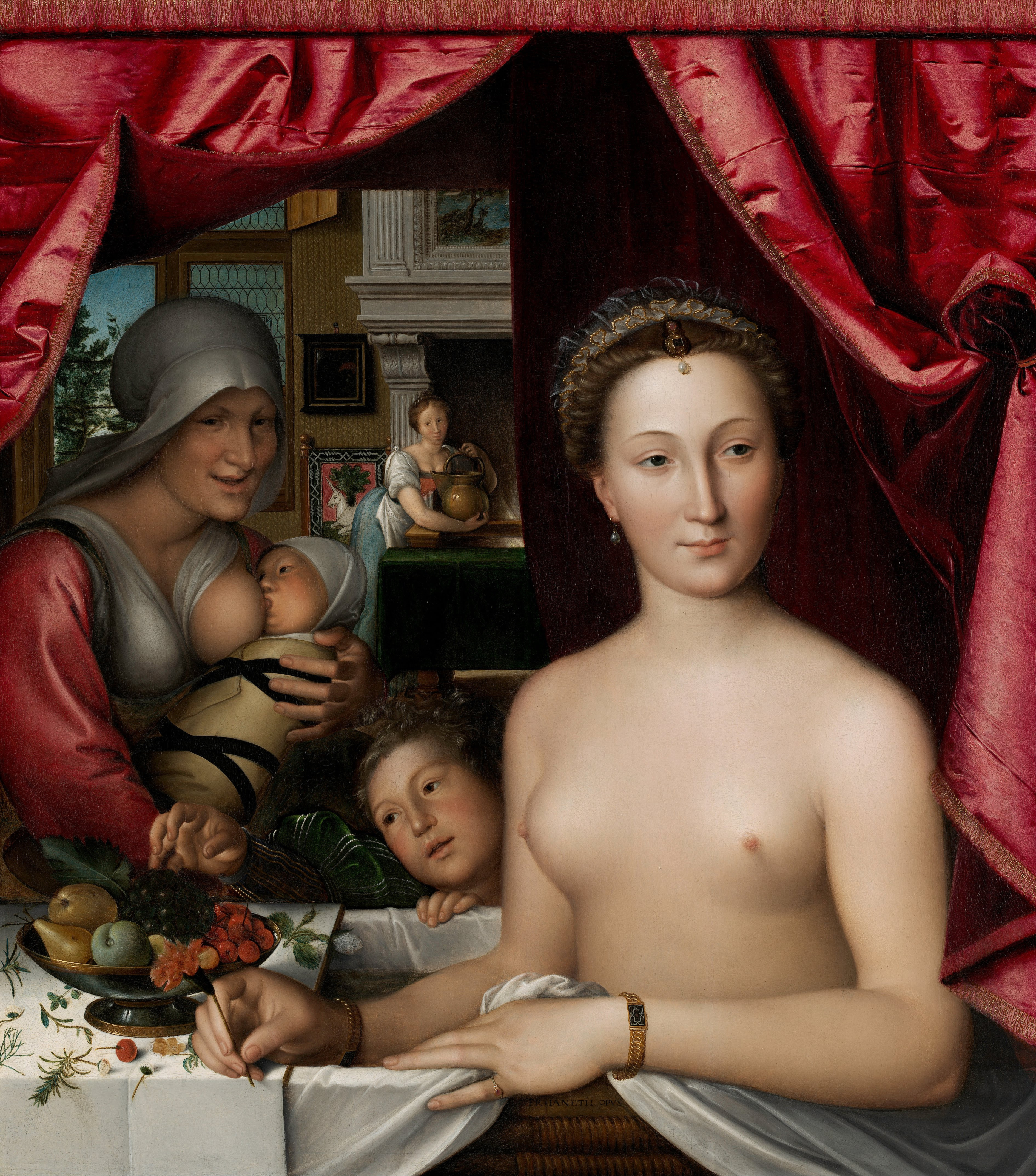
Diana v lázni, pravděpodobně zobrazující Dianu de Poitiers nebo skotskou královnu Marii Stuartovnu Národní galerie ve Washingtonu, Washington, D.C., 1571

Nejstarší zmínka je o něm v dokumentu z prosince 1541, ve kterém se král vzdává dědictví majetku po Françoisově otci v jeho prospěch. V dokumentu se uvádí, že mladší Clouet ve svém umění následoval svého otce. Stejně jako jeho otec zastával úřad královského komorníka a pokud jde o plat, začal tam, kde jeho otec skončil. Tomuto umělci je připisováno mnoho kreseb, často bez dokonalé jistoty jeho otce.

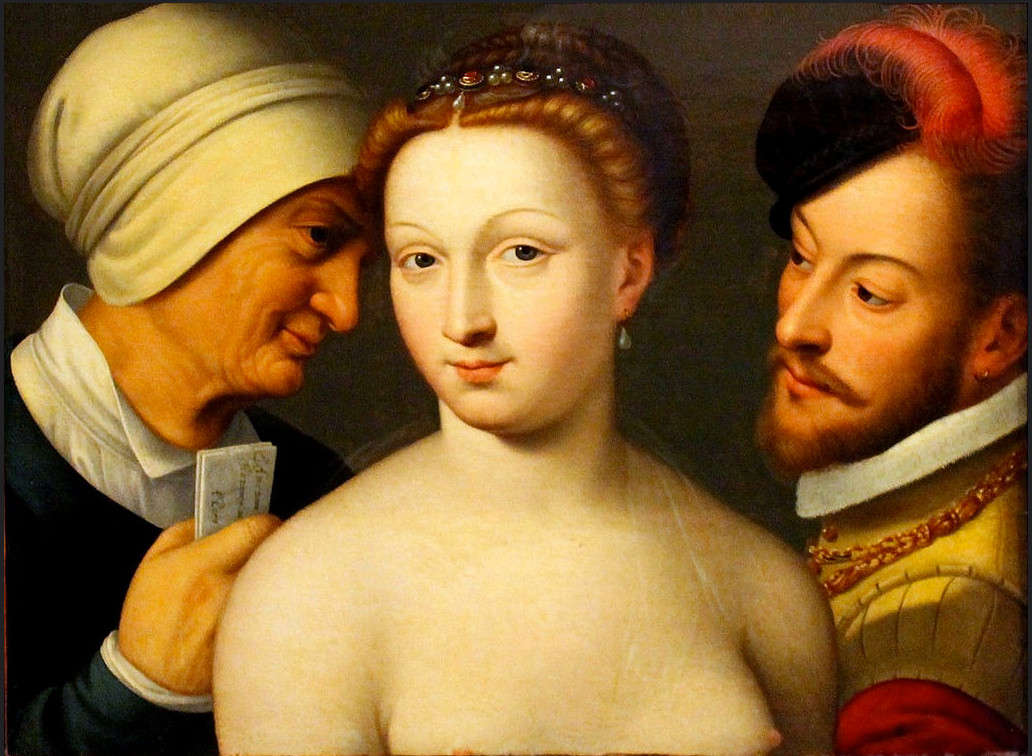
Sladká vstupenka, Muzeum Thyssenů-Bornemiszů, 1570

Jeho dílo opěvovalo mnoho spisovatelů, jeho jméno bylo pečlivě uchováváno a existuje mnoho obrazů jež jsou mu připisovány. Neexistují však žádná původní osvědčení o jeho dílech, ani nejsou známy žádné dokumenty, které by zaručovaly tradičně přijímaná označení. Jsou mu přisuzovány portréty Františka I. v galerii Uffizi a v Louvru a různé kresby, které s nimi souvisí.
Pravděpodobně také namaloval portrét Catherine de 'Medici nyní ve Versailles a další. S největší pravděpodobností z jeho ruky pochází také velké množství kreseb.

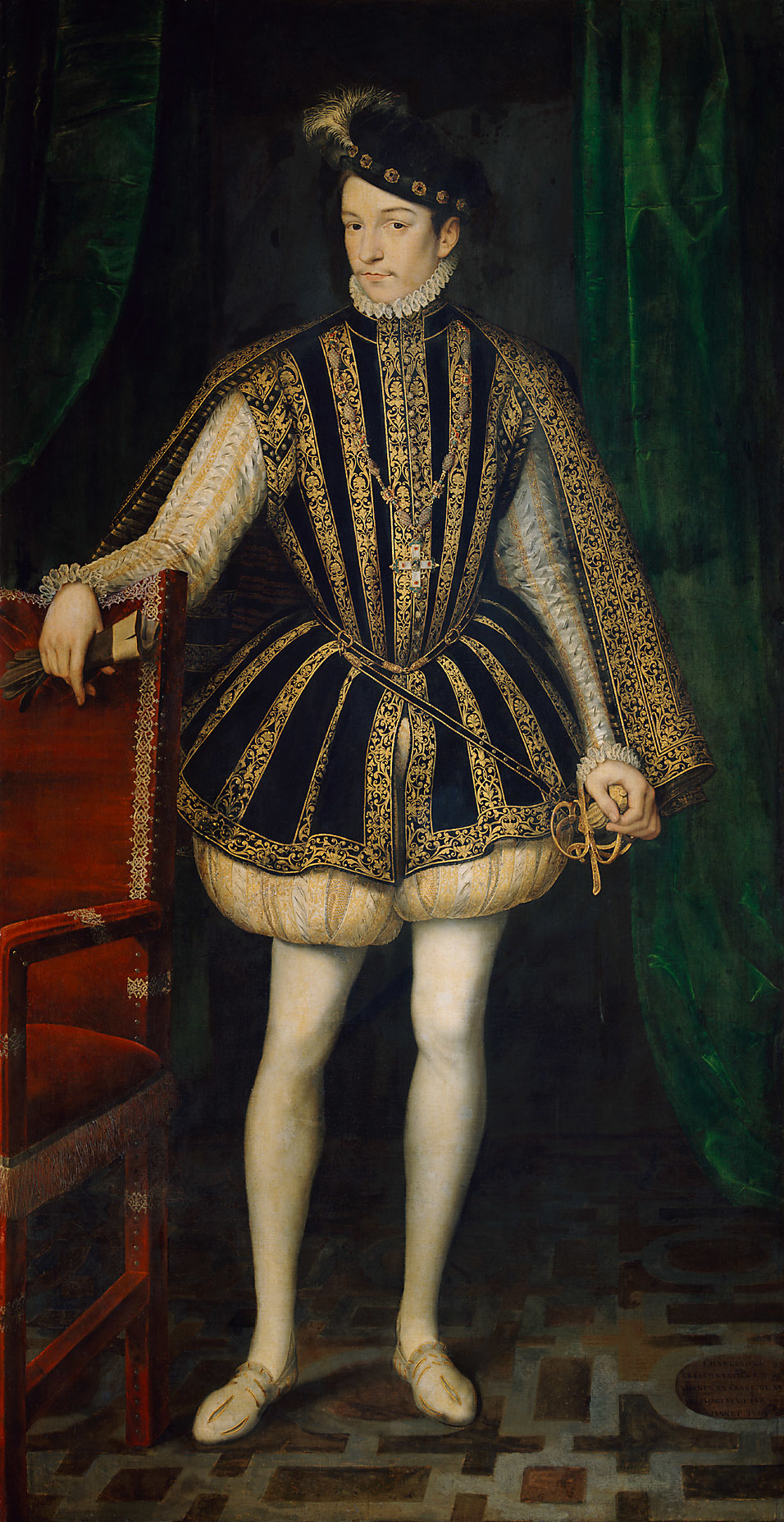
Karel IX. Francouzský, 1563

Jeden z jeho nejpozoruhodnějších portrétů je portrét skotské královny Marie Stuartovny, kresba křídou ve francouzské národní knihovně Bibliothèque Nationale a podobného charakteru jsou také dva portréty Karla IX. a portrét Markéty Francouzské (1523) na zámku Chantilly. Jeho možná nejlepším, mistrovským dílem je portrét Alžběty Habsburské, manželky Karla IX. v Louvru. Obraz inspiroval antropologa Clauda Lévi-Strausse, který základě tohoto ale i dalších děl vyvinul teorii modèle réduit (zmenšený model), kterou popsal v knize The Savage Mind.
Clouet bydlel v Paříži v rue de Ste Avoye. V roce v roce 1568 byl jeho patronem francouzský šlechtic a sběratel knih Claude Gouffier se svou ženou Claude de Baune. Další zjištěnou skutečností, týkající se Françoise Cloueta, je, že v roce 1571 byl povolán do Court of the Mint (státní mincovny) a jeho názor byl vzat v úvahu při vytváření královské podoby na mincích. Vytvořil posmrtnou masku krále Jindřicha II., v roce 1547 sňal posmrtnou masku z obličeje a rukou Františka I., aby podobizna, která bude použita při pohřbu, mohla být připravena podle jeho kreseb. Ty byly také použity pro výzdobu kostela a na transparentech užitých při smutečním obřadu.
Za jeho práci je považováno i několik miniatur. Jednou z nich je pozoruhodný portrét, poloviční postava Jindřicha II. ve sbírce Johna Pierponta Morgana. Dalším z jeho portrétů je portrét vévody Françoise z Alençonu ve sbírce muzea Victoria & Albert Museum. Kateřina Medicejská popsala úsilí Maistre Jameta (používal jméno svého otce) na portrétu Françoise z Alençonu velvyslanci v Londýně Mothe Fénélonovi. Jsou mu také připisovány některé prezentace členů královské rodiny ze sbírky v Hamiltonově paláci.

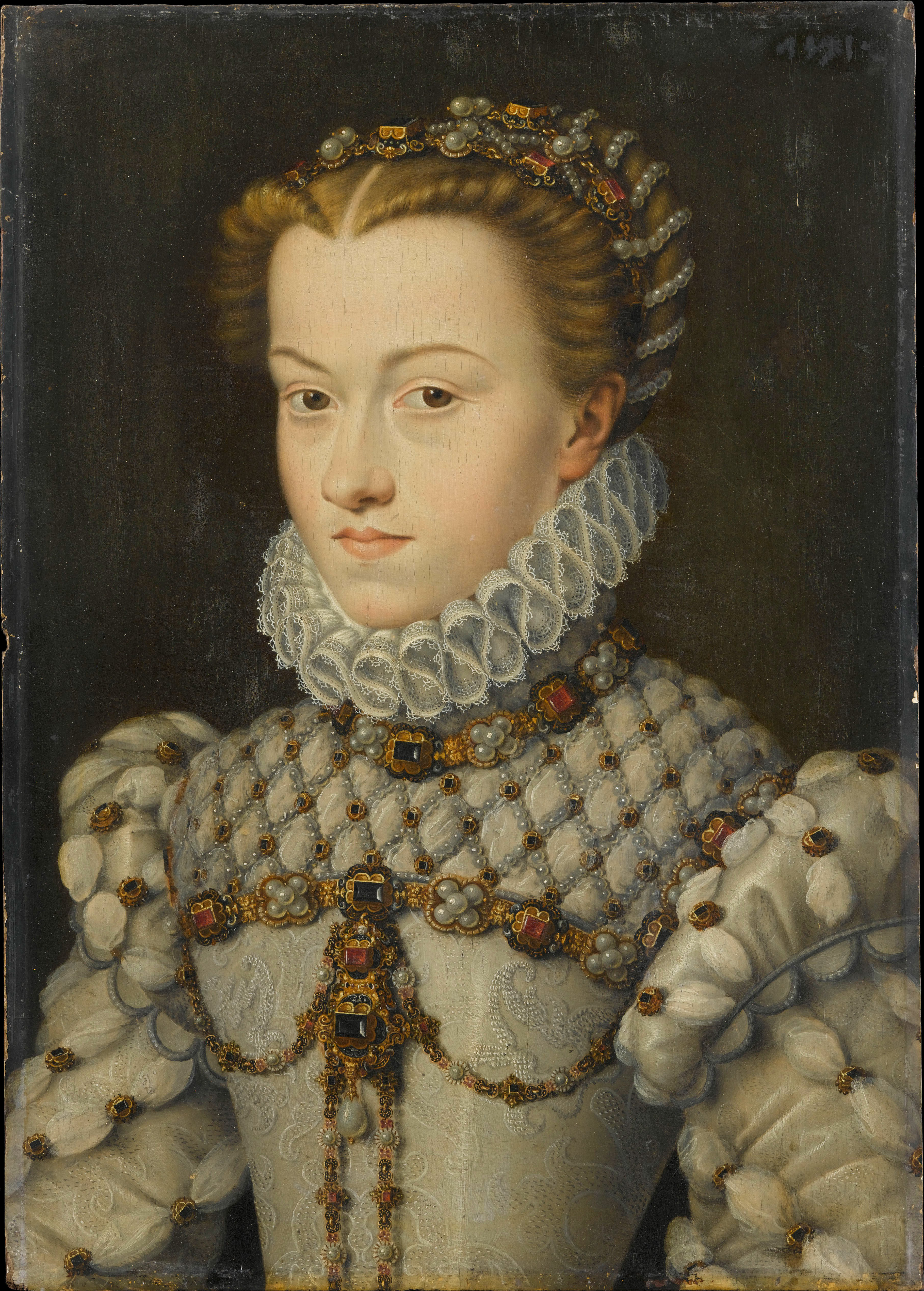
Ažběta Habsburská, asi 1571

Zemřel 22. prosince 1572, krátce po masakru hugenotů, známém jako Bartolomějská noc. Jeho poslední vůle, ve které se zmiňuje o své sestře a dvou nelegitimních dcerách a o nakládání se značným množstvím majetku, stále existuje. Jeho dcery se následně staly jeptiškami.

### Hodnocení
Jeho práce je pozoruhodná komplikovaným dokončením všech detailů, extrémní přesností kresby a vynikající dokonalostí celého portrétu. Musel to být muž s vysokou inteligencí a s velkou pozorovací schopností. Velmi usiloval o přesnou prezentaci svého portrétovaného modelu. Barvy na jeho obrazech nejsou možná nijak zvlášť pozoruhodné, ani z hlediska stylu nelze jeho obrazy považovat za krásné, ale v dokonalosti kresby nemá pravděpodobně sobě rovného.